# Leucin
Leucine (viết tắt là Leu hoặc L) là một α-amino acid mạch nhánh với công thức hóa học HO2CCH(NH2)CH2CH(CH3)2. Leucine được xếp vào loại amino acid kị nước do có nhánh isobutyl. Nó được mã hóa bởi sáu codon (UUA, UUG, CUU, CUC, CUA, CUG) và là một thành phần quan trọng trong các tiểu đơn vị của ferritin, astacin và các protein đệm khác. Leucine là một loại amino acid thiết yếu, nghĩa là cơ thể không thể tự tổng hợp được mà phải lấy từ thức ăn.

## Sinh tổng hợp
Do là một amino acid thiết yếu, leucine không được tổng hợp ở cơ thể động vật, do đó phải được lấy từ thức ăn, thường là protein. Ở các loài thực vật và vi sinh, nó được tổng hợp qua từ axit pyruvic bởi các enzym sau:
- Acetolactate synthase
- Acetohydroxy acid isomeroreductase
- Dihydroxyacid dehydratase
- α-Isopropylmalate synthase
- α-Isopropylmalate isomerase
- Leucine aminotransferase

Sự tổng hợp amino acid kị nước valine cũng bao gồm phần đầu của con đường tổng hợp trên.

## Sinh học
Leucine được tiêu dùng ở gan, mô mỡ, và mô cơ. Tại mô mỡ và mô cơ, leucine được dùng để tổng hợp các sterol, và sự tiêu dùng leucine ở mô mỡ và mô cơ cộng lại nhiều gấp bảy lần ở gan.
Leucine là loại amino acid duy nhất có khả năng điều hòa sự tổng hợp protein của cơ. Với vai trò là phần bổ sung trong chế độ ăn kiêng, leucine được phát hiện là có khả năng làm giảm sự thoái hoái mô cơ bằng tách làm tăng sự tổng hợp các protein của cơ ở những con chuột thí nghiệm già. Mặc dù là một trong ba amino acid mạch nhánh quan trọng trong chế độ ăn bổ sung của các vận động viên, leucine nhận được sự quan tâm nhiều hơn do nó là chất xúc tác cho sự tăng trưởng của cơ. Các công ty thực phẩm bổ sung đã từng khuyến nghị tỉ lệ lý tưởng đối với leucine, isoleucine và valine là 2:1:1; nhưng với các bằng chứng cho thấy leucine là amino acid quan trọng nhất trong việc rèn luyện cơ bắp, leucine đã được biết đến nhiều hơn do là thành phần cơ bản trong các thực phẩm bổ sung chế độ ăn kiêng.
Leucine hoạt hóa mạnh enzym điều hòa sự tăng trưởng tế bào là mammalian target of rapamycin kinase(mTOR kinase). Truyền dịch chứa leucine vào não của chuột thí nghiệm đã được chứng minh là làm giảm lượng thức ăn đưa vào và cân nặng qua con đường chuyển hóa mTOR.
Ngộ độc leucine, trong bệnh mất bù Maple Syrup Urine Disease (MSUD), gây mê sảng và tổn thương thần kinh, và có thể đe dọa đến tính mạng.

## Đồng phân

(S)-Leucine (trái) và (R)-leucine (phải) ở pH trung tính

## Trong thực phẩm
| Loại thức ăn            | g/100g |
| ----------------------- | ------ |
| Protein đậu nành cô đặc | 4.917  |
| Đậu nành hạt            | 2.97   |
| Thịt bò                 | 1.76   |
| Lạc                     | 1.672  |
| Salami                  | 1.63   |
| Cá                      | 1.62   |
| Mầm lúa mì              | 1.571  |
| Hạnh nhân               | 1.488  |
| Thịt gà                 | 1.48   |
| Trứng gà                | 1.40   |
| Yến mạch                | 1.284  |
| Đậu lăng                | 0.654  |
| Ngô                     | 0.348  |
| Sữa bò                  | 0.27   |
| Gạo                     | 0.191  |
| Sữa mẹ                  | 0.10   |

## Tính chất hóa học
Leucine là một amino acid mạch nhánh do nó chứa nhánh bên isobutyl.

## Phụ gia
Với vai trò là chất phụ gia thực phẩm, L-Leucine có số E là E641 và được xếp là một loại chất điều vị.